# اینویاشیکی (فیلم)
اینویاشیکی (به ژاپنی: いぬやしき) فیلمی در ژانر علمی تخیلی ابرقهرمانی به کارگردانی شینسوکه ساتو و محصول سال ۲۰۱۸ کشور ژاپن است. فیلم‌نامه این فیلم توسط هیروشی هاشیموتو بر اساس مجموعه مانگایی ژاپنی به همین نام اثر هیرویا اوکو به رشته تحریر درآمده است. نوریتاکه کیناشی، تاکرو ساتو، فومی نیکاایدو، آیاکا میوشی و کاناتا هونگو بازیگران فیلم هستند. نخستین نمایش اینویاشیکی در تاریخ ۱۰ آوریل ۲۰۱۸ در طی جشنواره بین‌المللی فیلم فانتزی بروکسل بود، و سپس در ۲۰ آوریل ۲۰۱۸ در ژاپن اکران شد.

## داستان
ایچیرو اینویاشیکی می‌داند که نمی‌تواند از خانواده اش محافظت کند و در خانه و زندگی کاری خود با مشکلات مختلفی روبرو است. او هیچ دوستی ندارد و همسر و خانواده اش با او رفتاری خوبی ندارند؛ او در خیابان با یک سگ کوچک روبرو می‌شود که به‌طور غیرمنتظره ای او را به پارک منتقل می‌کند و در آنجا توسط یک نیروی بیگانه در حال سقوط تصادفاً کشته می‌شود.
نیروی بیگانه برای عذرخواهی از تصادفی کشته شدن ایچیرو، او را بازسازی می‌کند، بدن او را به یک ماشین کاملاً پیشرفته تبدیل می‌کند که به او قدرت‌هایی شبیه ابرقهرمانان، با قدرت‌های تهاجمی و توانایی پرواز می‌دهد…

## بازیگران
- نوریتاکه کیناشی در نقش ایچیرو اینویاشیکی
- تاکرو ساتو در نقش هیرو شیشیگامی
- کاناتا هونگو در نقش نائویوکی آندو
- آیاکا میوشی در نقش ماری اینویاشیکی
- فومی نیکاایدو در نقش شیون واتانابه
- یوکی سایتو در نقش یوکو شیشیگامی
- یوسوکه ایسه‌یا در نقش کارآگاه هاگیهارا
- ماری هامادا در نقش ماریه اینویاشیکی